# Gyrtona thoracica
Gyrtona thoracica là một loài bướm đêm trong họ Noctuidae.